# Metanopedias antennalis
Metanopedias antennalis är en stekelart som beskrevs av Peter Neerup Buhl 2004. Metanopedias antennalis ingår i släktet Metanopedias och familjen gallmyggesteklar. Inga underarter finns listade i Catalogue of Life.